# La Voz de Castelldefels
La Voz de Castelldefels és una publicació periòdica mensual i gratuïta nascuda el 1997, de temàtica social, i amb una tirada de 15.000 exemplars. És un diari mensual, que veu la llum entre el 20 i el 23 de cada mes. Té una tirada de 15.000 exemplars que es distribueixen pels punts més freqüentats de la ciutat, així com a la majoria de comerços de la ciutat. La publicació ha anat evolucionant al llarg de la seva existència. Així, en un inici, el disseny es presentava únicament a blanc i negre i amb un paper de 48 grams de gramatge. Posteriorment va introduir-se el color, tot i que el blanc i negre no va desaparèixer, fins a trobar la presentació d'avui en dia, completament a color, i el paper amb un gramatge de 60 grams. La Voz de Castelldefels també ha patit canvis en el disseny, aproximadament cada 3 o 4 anys. La capçalera sempre ha tingut la mateixa idea base, amb el castell, símbol del municipi, en primer pla, malgrat que el dibuix s'ha anat remodelant. Els colors que caracteritzen la publicació són el blau i el groc, els que predominen a la bandera de la ciutat. El diari no té una línia editorial definida, ja que reflecteix l'opinió dels col·laboradors i de la gent de la ciutat. D'igual manera, és un periòdic bilingüe, que barreja en una mateixa pàgina català i castellà, en funció de l'idioma que hagin triat els col·laboradors per redactar la seva columna. Es tracta d'una publicació gratuïta que es pot trobar en els comerços i altres edificis públics de Castelldefels. El diari viu de la publicitat, ja que no rep cap mena de subvenció per part de cap empresa ni de l'Ajuntament. Per tant, la dependència de la publicitat és bàsica, fet que justifica la gran presència d'aquesta en les mateixes pàgines del diari.

## Història
La Voz de Castelldefels neix de la iniciativa de Lidia Tagliafico el 1997, quan aquesta visita una fira d'emprenedors a Barcelona. Allà descobreix les franquícies de diaris i pren la idea per crear el seu propi periòdic local al seu municipi, Castelldefels, que en aquella època no comptava amb cap altre mitjà de comunicació que no fos el butlletí oficial. La idea és presentada davant el llavors regidor de comunicació de l'Ajuntament de Castelldefels, i un cop aprovada, decideix tirar endavant el seu projecte.
Després de 2 anys, la primera edició del diari veu la llum el 21 de desembre de 1999. La publicació neix amb la idea que els protagonistes siguin la gent de la ciutat, per això és catalogat com a periòdic de societat. La informació que ofereixen les seves pàgines, per tant, no es basa en notícies estrictes, sinó en un periodisme més aviat social. El diari reflecteix la vida social, el dia a dia de la gent de la població. A més, també s'ofereix una programació de tots els esdeveniments mensuals.
Des de l'any 2011 és el diari més llegit de Castelldefels.

## Organigrama
L'empresa es basa en una jerarquia vertical. Al capdamunt de tot, a la direcció, hi ha la Lídia Tagliafico, que n'és la directora, juntament amb el seu marit. A més, els dos exerceixen d'editors de la publicació. Tot seguit, l'empresa compta amb un fotògraf, un corrector, un dissenyador, dos comercials i un redactor. La plantilla de redactors no ha de ser gaire àmplia, ja que gran part de la informació que ofereix La Voz de Castelldefels prové dels col·laboradors.

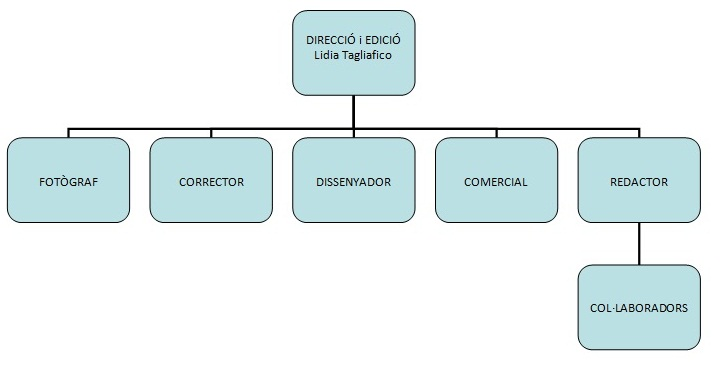
Organigrama de la publicació

Els col·laboradors constitueixen el gruix de la publicació. Tots ells són gent de la ciutat. Abans del dia 10 de cada mes, envien per e-mail la seva columna o el seu text a la Lídia, sense necessitat d'enviar un projecte previ. La temàtica escollida és lliure.
D'entre la plantilla de col·laboradors en destaca en Gregorio Benítez, presentador durant 17 anys del programa de la Cadena SER “Si amanece nos vamos”.

## Presència web
La publicació també té una pàgina web pròpia, on s'actualitzen les notícies del municipi. També compta amb una hemeroteca, on es poden trobar els exemplars digitalitzats des del primer número de 2012. També té una pestanya específica que separa les notícies basant-se en seccions i temàtica. També hi ha enllaços a les fotografies del seu Flickr i al Facebook, així com les entrades més recents, i les anomenades fotonotícies, aquelles informacions que es basen en la imatge com a característica essencial.